# Sân bay Batangafo
Sân bay Batangafo (IATA: BTG, ICAO: FEGF) là một sân bay ở Batangafo, Cộng hòa Trung Phi.